# 玉山勇
玉山 勇（たまやま いさむ、1908年8月12日 - 1989年4月28日）は福島大学学長、元・経済史・経営史専攻の教授。岩手県出身。

## 経歴
明治学院から神戸商業大学に進み1936年に卒業し関西学院高等部の教師となる。1950年に福島大学の教授。1968年に経済学部部長。1973年10月15日に学長に就任。1974年12月4日に退任。
1989年4月28日午後5時に内臓疾患の為、福島県立医科大学附属病院で死亡（享年80歳）。

## 受賞歴
- 1980年（昭和55年）　-　勲二等瑞宝章